# 魚谷輝明
魚谷 輝明（うおたに てるあき、1980年10月9日 - ）は、日本の元俳優、元関西ジャニーズJr.。株式会社tinkpink Japanの取締役であり、good juice 〜Terre Table〜の代表。奈良県出身。

## 人物
1996年12月よりジャニーズ事務所に所属し、関西ジャニーズJr.として活動していた。ジャニーズ退所後は、株式会社ブレイブに所属していた。劇団・THE東京ピチピチBOYSの座長でもあった。芸名「久永輝明」を名乗っていた時期もあった。
2013年10月に福王寺彩野と結婚。2015年に第1子男児、2020年に第2子女児が誕生した。

## 出演

### テレビドラマ
- VIP（1999年6月、フジテレビ系）
- 賭事女王（1999年10月〜2000年3月、フジテレビ系）トオル役
- 糸井緋芽子の社宅事件簿（2001年7月、TBS系）
- 東京ワンダーツアーズ（2005年9月〜2006年3月、日本テレビ系）
- 新ユゲデール物語 第2・9・10話（2006年、NHK）サブ役
- カリスマ占い師殺人鑑定（2006年12月12日、日本テレビ系）

### テレビ番組
- 夢情報〜夢野家の人々（2004年7月〜2011年11月、テレビ朝日系）

### 映画
- 猿飛佐助 闇の軍団（2004年）
- 生き霊!?（2004年）
- メノット（2005年7月）友井役
- ミラーマンREFLEX（2006年1月） 横井肇役
- 青いうた〜のど自慢 青春編〜（2006年5月）後藤役
- 萌えキュン@MOVIE 猫耳少女キキ（2006年）義郎役
- くりいむレモン 黒猫館〜亜里沙の肖像〜 (2006年)
- AVない奴ら（2008年）新井健太役

### 舞台
- ジャニーズファンタジーKyotokyo
- おかもちを放さなかった男（2003年5月23日〜25日）野川役
- 囚人0号〜5人の囚人の6番目の罪〜（2003年9月26日〜28日）囚人5号役
- あひる（2004年3月31日〜4月4日）
- メゾンFUJIMI（2004年9月3日〜5日）深瀬正宗役
- 1954のホテルライフ（2004年9月25日〜10月10日、THEATRE1010）
- 幕末烈華流星伝（2004年12月3日〜5日、西荻WENZスタジオ）沖田総司役
- 1時間45分ぐらい（2005年2月25日〜27日）
- 胡桃の部屋（2005年3月8日〜21日）
- CHIKUBI（2005年7月1日〜10日）
- 座頭七゜（2005年11月30日〜12月4日、シアターVアカサカ）
- さよならホスト（2006年6月23日〜25日、シアターVアカサカ）
- 龍（ドラゴン）は赤い月を抱く（2006年7月22日〜8月27日、JALリゾート シーホークホテル福岡・ホテルメトロポリタン・リーガロイヤルホテル）
- LINE（2006年11月17日〜19日、アトリエフォンティーヌ）
- 往生際の悪い人たち（2007年3月20日〜25日、シアターVアカサカ）

### CM
- マクドナルド「半額をみんなで歌おう／ラグビー部」篇（1999年1月）
- 河合塾「だいじょうぶ」篇（1999年3月）
- 天神ビブレ VIVRE誕生祭「女形」篇（1999年3月）
- 天神ビブレ ゴールデンフェスタ「叫び」篇（1994年4月）
- ネスレマッキントッシュ キットカット「氷の女神」篇（1995年5月）
- コカ・コーラ
  - 「夏のにおいがした」篇（1999年6月）
  - 「夏だ！」篇（1999年9月）
  - 「ファイナル・ファンタジー」篇（2000年）
- NTTドコモ九州「みんなでラップ」篇（1999年11月）
- NTTドコモ東海（2000年）